# William Addison
William (Bill) Grady Addison (Baton Rouge, Louisiana; 28 de noviembre de 1933-San Francisco; 29 de octubre de 2008) (74 años) fue un ajedrecista estadounidense, Maestro Internacional desde 1967.

## Trayectoria como ajedrecista
Participó en el Campeonato de ajedrez de Estados Unidos de 1962-63, 1963-64, 1965, 1966 y 1969, siendo en este último 2º, con 7.5/11, por detrás de Samuel Reshevsky. En 1970 se clasificó para el Interzonal de Palma de Mallorca, donde finalizó 18º. Representó a los Estados Unidos en las Olimpíadas de Ajedrez de 1964 y 1966 (el equipo obtuvo en 1966 la  medalla de plata). Su última puntuación ELO fue 2490, y su clasificación USCF fue 2595.
De 1965 a 1969 fue director del Club de Ajedrez del Instituto de Mecánica.

## Partidas seleccionadas
- William G Addison vs Donald Byrne (1963) Campeonato de Ajedrez de Estados Unidos, 1963, Defensa india de rey: Variante Fianchetto (E60), 1-0
- William G Addison vs Robert James Fischer (1965) Torneo de Nueva York 1965, Defensa Nimzo-India: Normal. Variante Bronstein (E45), 1/2-1/2
- Robert James Fischer vs William G Addison (1966) Torneo de Nueva York 1966, Apertura española: Defensa abierta, Variante Tarrasch (C80), 1/2-1/2